# Tmesisternus lansbergei
Tmesisternus lansbergei är en skalbaggsart som beskrevs av Stefan von Breuning 1945. Tmesisternus lansbergei ingår i släktet Tmesisternus och familjen långhorningar. Inga underarter finns listade i Catalogue of Life.